# براقی (بغلان)
براقی (به لاتین: Baraqi) یک منطقهٔ مسکونی در افغانستان است که در ولایت بغلان واقع شده‌است.